# かめばかむほど亀井希生です!
『かめばかむほど亀井希生です!』（かめばかむほどかめいまれおです!）は、MBSラジオで2016年4月2日から毎週土曜日の早朝に放送中の生ワイド番組。2021年9月25日までは6:00 - 8:00、同年10月2日以降は6:00 - 7:30（いずれもJST）に放送。毎日放送アナウンサー・亀井希生の冠番組で、ラジオ番組表では、「かめかむ亀井希生」という略称を用いることがある。
このページでは、特別番組としての編成を経て、2021年度ナイターオフ期間（2021年12月 - 2022年3月）の毎週金曜日20:00 - 20:56（JST）に放送される『夜もかめばかむほど亀井希生です!』（よるもかめばかむほどかめいまれおです!）についても述べる。

## 概要
MBSラジオで2015年度のナイターオフ期間に放送されていた『亀井希生のニュースターラジオ』木曜版からの派生番組で、キャッチフレーズは「週末のスタートを笑顔で!」である。2016年3月28日まで放送されていた『豊島・ゴエのあさはやっ!?』の放送枠を引き継ぐ一方で、『ニュースターラジオ』時代の企画の一部を発展させたコーナーを組み込むほか、同番組木・金曜版パーソナリティの亀井と木曜パートナーの島田珠代が引き続き出演していた。
島田は2017年9月30日放送分で卒業。翌週（10月7日）からは、よしもと新喜劇の後輩女優・森田まりこがパートナーを務めている。また、毎日放送の元・アナウンサー（亀井の部下）で、「ビッグムーン大月」というマイクネームでも知られる大月勇（ラジオ局制作センター部員）がプロデューサーに就任した。
2018年には、4月21日放送分が、平成30年日本民間放送連盟賞の近畿地区・ラジオ生ワイド番組部門で最優秀賞を受賞。後に実施された中央審査でも、ラジオ生ワイド番組部門で優秀賞を受賞した。
なお、「新日本放送」時代の1959年3月1日からテレビ放送事業とラジオ放送事業を兼営してきた毎日放送は、2021年4月1日付でラジオ放送事業を「株式会社MBSラジオ」へ移管。当番組は、4月3日放送分から株式会社MBSラジオで制作・放送している。さらに、放送法第6条第1項の規定に沿って株式会社MBSラジオに放送番組審議会が設けられたため、2021年4月以降の原則として毎月最終土曜日には「MBSラジオ番組審議会からの報告」が当番組内で放送されている。
2021年10月2日からは、『関宏美のラジオ♬ベジタ〜あなたと野菜と音楽と〜』（MBSテレビ『dai-docoro☆ベジタ』からの派生番組）を毎週土曜日の7:30 - 8:00に単独番組として編成することに伴って、当番組の放送枠を6:00 - 7:30の1時間半に短縮。その一方で、2021年度のナイターオフ編成では、当番組の前夜（金曜日の20時台）に『夜もかめばかむほど亀井希生です!』をレギュラーで放送していた。

## 主なコーナー・企画

### 現在（2021年10月改編時点）
- MBSニュース
  - 6時台と7時台に1回ずつ放送。2018年3月までは、『豊島・ゴエのあさはやっ!?』時代に続いて、亀井の先輩アナウンサー（当時）・水野晶子がキャスターを務めていた（同年4月以降は他のアナウンサーがシフト勤務で交互に担当）。
  - 2021年4月以降の原則として毎月最終土曜日には、ニュースに続いて、亀井以外のアナウンサーによる「MBSラジオ番組審議会からの報告」の収録音源を流している。
- 「カメカメトピックス」
  - 6時台の前半に放送。放送週の主なニュースを曜日順にヘッドライン方式で紹介した後に、名古屋市出身の亀井が気になったトピックスを「亀井目線」[3]による解説を交えながら伝える。
  - 島田が出演していた時期には、以下の構成で、6時台の前半と7時台の前半に分けて放送していた。
    - 放送週に報じられた主なトピックスを、「社会」「スポーツ」「芸能」「とろくせぇあ」（「馬鹿馬鹿しい」という意味の名古屋弁）「男と女」「おでかけ」という6つのジャンルに分類。「とろくせぇあ」では、『亀井希生のニュースターラジオ』金曜版で放送していた「亀井希生の“とろくせゃあ”ニュース BEST10」と同様に、亀井が「（常識的に読むと）馬鹿馬鹿しい」と感じたトピックスを取り上げていた。
    - スタジオには、当番組の放送開始を機に、当コーナー用の資料・新聞記事を上記のジャンルごとに分類する棚を設置。放送中には、その棚から資料や記事を取り出しながら、トピックスを紹介していた。
- 「まりこのベスト3なこと～」
  - 森田がメインで進行するコーナーで、2017年10月7日から18:45頃に放送。週替わりで設けるテーマに対して、森田が独断で選んだランキングを、3位から1位まで発表する。森田が所属するよしもと新喜劇や、劇団員にまつわるエピソードを、発表の随所に織り交ぜることが特徴。
- 「週末のちっちゃい予定」
  - 7時台に放送。「たまっている洗濯物を一気に洗濯する」「レンタルショップから借りているDVDを返しに行く」など、リスナーが週末に計画している些細な予定を、リスナーからの投稿を基に紹介する。
- 「今週のトホホ」
  - 放送週に思わず「トホホ」と嘆いてしまったエピソードをリスナーから募集。その一部を亀井が紹介したうえで、パートナー（島田→森田）や番組スタッフが「大・中・小」の3段階で評価する。評価を受けたリスナーには、評価の程度に応じた金額分のクオカード（2017年10月以降はよしもと新喜劇の公式グッズ）をプレゼント。コーナーの趣向は、『こんちわコンちゃんお昼ですょ!』（亀井が毎週金曜日にコーナーレギュラーを務めるMBSラジオ平日午後の生ワイド番組）の木曜日へ原田伸郎が出演する場合に放送する「大発見のコーナー」に近い。
- 「ブラ亀」
  - 母体番組の『ニュースターラジオ』木曜日に放送されていた亀井単独の取材リポート企画を、月に1回のペースで継続。2016年度には、「サブカル天国」（毎日放送公式サイト内のアナウンサーページで当時運営されていた亀井の公式ブログ）に、当コーナーと連動した記事が掲載されることもあった。後に毎週放送へ移行するとともに、twitter上の当番組公式アカウントから、取材画像付きの連動ツイートを発信する方式へ変更している。

以下はいずれも、『豊島・ゴエのあさはやっ!?』から引き継いだ医療情報コーナー。
- 「ドクターM」
  - 大阪府医師会の協賛によるコーナーで、原則として毎月第1・第3土曜日に8分間編成。2021年9月までは7:30頃、10月以降は7:15頃から放送している。
- 「聞いてナットク歯科情報」
  - 歯と口の健康を考える大阪府歯科医師会協賛のコーナーで、原則として毎月第4土曜日に編成。2021年9月までは7:20頃、10月以降は7:15頃から放送している。

通常編成では、上記のコーナーに加えて、6時台の後半に「快適生活ラジオショッピング」、7時台の「MBSニュース」に続いて「お天気のお知らせ」（亀井が伝える天気予報）と「MBS交通情報」を放送する。

### 過去
- 「6時現在のYahoo!ニュース」
  - 『ニュースターラジオ』の共通企画であった「よる9時現在のYahoo!ニュース」を継承したコーナーで、当番組ではオープニングに続いて放送。午前6:00過ぎの時点で「Yahoo!ニュース」に掲載されている配信記事から、主な記事の見出し（ヘッドライン）を伝えた。

以下のコーナーは、島田の番組卒業を機に終了。
- 「もしも・・・のお話」
  - 『亀井希生のニュースターラジオ』木曜版のリスナー投稿企画「木曜　愛の妄想劇場」を発展させた6時台後半のコーナーで、「もしも・・・だったらあなたはどうしますか?」というパターンに沿って、リスナーの妄想をかき立てるテーマを月替わりで設定。リスナーがそのテーマを踏まえて投稿したメッセージ（妄想話）の一部を、島田と亀井が妄想たっぷりに紹介していた。
- 「今週の珠代ちゃん」
  - 島田が出演する場合に、エンディング付近で放送。島田が所属するよしもと新喜劇の公演情報や、週末の活動予定などを伝えた。

## 放送時間
- 毎週土曜日 6:00 - 8:00（2016年4月2日 - 2021年9月25日）
  - 前番組『豊島・ゴエのあさはやっ!?』については、『サンデーライブ ゴエでSHOW!』と改題したうえで、当番組の開始翌日（2016年4月3日）から放送時間を毎週日曜日の11:00 - 12:50に変更している。
- 毎週土曜日 6:00 - 7:30（2021年10月2日 - ）

## パーソナリティ

### 現在
- 亀井希生（毎日放送アナウンサー）
  - MBSラジオで早朝の生番組をレギュラーで担当するのは、毎日放送へ入社した1991年以来初めて。当番組では「お天気のお知らせ」も担当する。
  - 当番組のタイトルについては、「自分の苗字（亀井）、『噛めば噛むほど味が出るような番組にしたい』という目標、『（ベテランのアナウンサーにしては）言葉をよく噛む（滑らかに言えない）』という癖をまとめたもの」と説明している。また、名古屋市出身の亀井にとって馴染みの深いつボイノリオの冠番組『つボイノリオの聞けば聞くほど』（CBCラジオ、亀井の毎日放送入社3年目秋に放送開始）のオマージュでもある。
  - 当番組のPRを目的に制作されたMBSラジオ向けのCMでは、亀井が言葉を噛む癖に焦点を当てたバージョンが複数存在する。2016年6月には、その癖を「個性」と評価していた初代プロデューサーの発案で、「かめばかむほどお豆腐プレゼント」という企画を1ヶ月にわたって実施[4]。希望するリスナーから、亀井が当番組の放送中に言葉を噛んだ数（放送上の呼称は「カメカミ数」）と同じ人数分のおぼろ豆腐を進呈していた。ちなみに、期間中の放送回数が4回だったのに対して、「カメカミ数」は合計で37回に達した[5]。
  - 2022年には、8月に入ってから体調を崩した影響で、同月13日放送分を休演。番組のタイトルやサウンドステッカーを変えずに、後輩アナウンサーの河本光正がパーソナリティ代理を務めた。ちなみに、河本は同日の放送中に、自身の結婚を初めて公表した[6]。
- 森田まりこ（2017年10月7日 - ）
  - 島田が最後に出演した2017年9月30日放送分にも、自己紹介を兼ねて7時台に出演。
  - 2018年12月2日（日曜日）よしもと新喜劇なんばグランド花月公演への出演中に左足を負傷。左膝前十字靱帯の断裂と左膝内外側の半月板損傷で全治6ヶ月という診断を受けたため、一時は芸能活動の大半を見合わせた[7]が、当番組には同月8日以降の生放送にも（手術個所のリハビリを要する場合を除いて）出演を続けている。

### 過去
- 島田珠代（2017年9月30日まで出演）
  - 当番組の本番終了後になんばグランド花月で1日4回の新喜劇公演に出演するなど、新喜劇女優としての活動が多忙であることなどから卒業。

### 備考
- 歴代のパートナーがいずれもよしもと新喜劇の座員であることから、パートナーが地方公演などとの兼ね合いでスタジオに出演できない場合には、自身と同じよしもとクリエイティブ・エージェンシー所属の後輩芸人（当番組の本番終了後にMBSテレビで生放送の『せやねん!』でレギュラーを務める新喜劇座員の宇都宮まきなど）が代演する。新喜劇座長の烏川耕一や、座員の清水けんじ（2019年3月から座長に準ずる「リーダー」へ就任）・松浦真也を、7時台のゲストに招くこともある。

### 関連番組『夜もかめばかむほど亀井希生です!』
通称は「夜かめ」で、2021年1月17日（日曜日）に「MBSサンデー・カルチャーナイト」枠（20:00 - 21:00）で放送を開始。同年のNPB（日本プロ野球）レギュラーシーズン中にも、阪神タイガースのナイトゲームが最初から組まれていない土曜日に限って、『かめかむ』に続いて20時台に数回放送していた。
2021年度NPBシーズン終了後のナイターオフ期間（2021年12月 - 2022年3月）には、毎週金曜日の20:00 - 20:56で放送。放送の曜日や時間帯は違うものの、『ニュースターラジオ』時代に実施していた夜間でのレギュラー放送を事実上復活させている。
亀井は『夜かめ』にも出演しているが、吉本新喜劇で島田・森田の後輩座員に当たる小寺真理（吉本坂46メンバー）を、特別番組としての第1回から亀井のパートナーに起用。早朝の生放送である『かめかむ』では扱いにくい話題や、夜間にふさわしい「ブラ亀」などを放送している。